# الغواصة الألمانية فئة يو 66
يو 66 كان فئة من خمس غواصات تديرها البحرية الإمبراطورية (بالألمانية: Kaiserliche Marine)‏ خلال الحرب العالمية الأولى. تم بناء هذه الغواصة من قبل شركة فريدريش كروب. تم بيع هذه الغواصات الخمسة إلى البحرية الإمبراطورية الألمانية في بداية الحرب العالمية الأولى عندما كان من المستحيل أن تصل الغواصات إلى البحر المتوسط لتسليمها إلى النمسا-المجر. 
قامت البحرية النمساوية المجرية، بعد إجراء تقييم تنافسي لست غواصات من ثلاثة تصميمات أجنبية، باختيار تصميم فريدرش كروب 506دي أو تايب يو دي على تصميم من Whitehead &amp; Co. لفئة يو-7. تم تصميم الغواصات من يو-7 إلى يو-11 لتكون بطول 69.50 متر (228 قدم 0 بوصة). سلحت بخمسة أنابيب طوربيد وبندقية سطح. بالنسبة لنظام الدفع، دعا التصميم إلى استخدام محركات ديزل ثنائية لتشغيلها على السطح ومحركات كهربائية ثنائية الحركة أثناء الغوص. أمرت البحرية النمساوية المجرية بالغواصات في فبراير 1913 وبدأ البناء على الغواصات الأولى في نوفمبر. 
بعد اندلاع الحرب العالمية الأولى في أغسطس 1914، أصبحت البحرية النمساوية المجرية مقتنعة بأن تسليم الغواصات التي لم تكتمل بعد عبر البحر المتوسط عبر جبل طارق سيكون مستحيلاً. ونتيجة لذلك، باعوا الغواصات الخمسة إلى البحرية الإمبراطورية الألمانية في نوفمبر 1914. قامت البحرية الألمانية بتخصيص الأرقام من يو-66 إلى يو-70 للغواصات الخمس واعادة تصميمها واعادة بنائها وفقًا لمواصفاتها. شملت هذه التغييرات أستخدام بندقية سطح أكبر، زادت من إزاحة غواصات يو بنحو 100 طن متري (98 طن كبير) على السطح وحوالي 50 طن متري (49 طن كبير) وهي مغمورة. 
شهدت جميع الغواصات الخمسة خدمة نشطة، وأغرقت أربعة سفن أو أكثر. كانت الغواصة يو-68 الغواصة التي أغرقت في ستة أيام خلال أول دورية حربية لها في مارس 1916، لم تحقق أي نجاح اختفت غواصتان آخران هما يو-66 و يو-69 في عام 1917. تم تسليم الغواصتين المتبقيين يو-67 و يو-70 إلى المملكة المتحدة وتم تفكيكهما بحلول عام 1921. 

## خلفية
في عام 1904، قامت البحرية النمساوية المجرية، بعد السماح لأساطيل دول أخرى بعمل عمليات تطوير للغواصات،  أمرت اللجنة الفنية للبحرية النمساوية ((بالألمانية: Marinetechnisches Komitee)‏ أو MTK) بإنتاج تصاميم للغواصات. عندما رفضت البحرية تصميم MTK لشهر يناير 1905 وغيره من التصميمات المقدمة كجزء من مسابقة عامة باعتبارها غير عملية، اختاروا بدلاً من ذلك طلب غواصتين لكل تصميم من تصميم سيمون لاك من شركة فريدرش كروب وجون هولاند لإجراء تقييم تنافسي.
بناءً على نتائج التجارب، حددت البحرية النمساوية المجرية الخصائص التي ينبغي أن يتمتع بها الجيل القادم من الغواصات النمساوية المجرية. كانوا يبحثون عن غواصة مزدوجة الهيكل بإزاحة 500 طن متري (490 طن كبير) بنظام دفع بمحرك ديزل. أرادوا أيضًا سرعة سطح 16–18 عقدة (30–33 كم/س؛ 18–21 ميل/س) من 16–18 عقدة (30–33 كم/س؛ 18–21 ميل/س) إلى 16–18 عقدة (30–33 كم/س؛ 18–21 ميل/س)، اما التسليح ليكون بين ثلاثة وخمسة أنابيب طوربيد من عيار 45 سنتيمتر (17.7 بوصة).  اختارت البحرية النمساوية المجرية تصميم فردريش كروب 506دي، المعروف أيضًا باسم تايب يو دي، لفئة يو-7 على تصميم تايب 48 المقدم من Whitehead &amp; Co. ويرجع ذلك أساسًا إلى انخفاض التكلفة. أمرت البحرية بخمسة غواصات في 1 فبراير 1913. 

## التصميم
واعتبرت البحرية النمساوية المجرية الفئة يو-7 على أنها نسخة محسنة من الفئة الثالثة، والذي كان أيضا من تصميم فريدريش كروب.   كما تم تصميمها للبحرية النمساوية المجرية، كانت إزاحة الغواصات هي 695 طن متري (684 طن كبير) على السطح و 885 طن متري (871 طن كبير) أثناء الغوص. دعت المواصفات النمساوية لنظام دفع يعتمد على محركات الديزل 2,300 حصان متري (2,269 bhp؛ 1,692 كـو) يمكن الغواصة من الوصول لسرعة 17 عقدة (31 كم/س؛ 20 ميل/س) على السطح أما في أثناء الغوص فاستخدمت محركات كهربائية بقدرة 1,240 حصان متري (1,223 shp؛ 912 كـو) بسرعة قصوى تصل 11 عقدة (20 كم/س؛ 13 ميل/س). 

## أعمال بناء
وضعت الغواصتان الأولتين يو-7 ويو-8 في 1 نوفمبر بعد أمر البحرية النمساوية المجرية بتاريخ 1 فبراير 1913.  تم وضع الغواصة يو-9 في نهاية ديسمبر، وبدأت الغواصتان الأخيرتين، يو-10 و يو-11 في فبراير 1914. كان من المقرر الانتهاء من بناء الغواصات في غضون 29 إلى 33 شهرًا. 
تم إطلاق الغواصة يو-66 في 22 أبريل 1915، وهي الأولى من نوعها، وتلاها أربعة غواصات واحدًا كل ثلاثة أسابيع تقريبًا، وكانت الغواصة الأخيرة يو-70، الذي ضرب المياه في 20 يوليو.  تم الانتهاء من جميع الغواصات وتم تكليفها في البحرية الإمبراطورية الألمانية بين يوليو وسبتمبر. 

## مهنة الخدمة
شهدت جميع الغواصات من فئة يو-66 خدمة نشطة، وحصدت جميع الغواصات نجاحات بإستثناء غواصة واحدة، الغواصة يو-68 حقت نجاحات في زمن الحرب، أغرقتالغواصتين يو-69 ويو-70 أكثر من 100,000 طن من سفن شحن الحلفاء.  أغرقت الغواصة يو-68 من سفينة-كيو بريطانية أتش أم أس Farnborough في مارس 1916، وكانت أول غواصة تم فقدانها من هذه الفئة خلال الحرب. فقدت الغواصتين يو-69 و يو-66 في يوليو وسبتمبر 1917، على التوالي. نجت كلا من الغواصتين يو-67 ويو-70 من الحرب وتم تسليمهما إلى المملكة المتحدة في نوفمبر 1918، وتم تفكيكهما بحلول عام 1921. 

## الغواصات في هذه الفئة

### أس أميو-66
يو-66، غواصة رائدة للفئة المنصوص عليها في 1 نوفمبر 1913 (ساحة رقم 203) من خلال فريدريش كروب في كييل وأطلقت في 22 نيسان عام 1915. تم تكليفها في 23 يوليو 1915 تحت قيادة Kapitänleutnant Thorwald von Bothmer. خلال الحرب، اغرقت 25 سفينة مجموعها 69,967 طن. أكبر سفينتين أغرقتها هذه الغواصة هما سفينة بخارية بريطانية بووهاتان (6,117 طن) و باي ستيت (6,583 طن)، كلاهما غرقا في عام 1917.  كانت آخر مرة رصدت هذه الغواصة يو-66 منذ 3 سبتمبر 1917 عندما أبلغت عن موقعها في بحر الشمال. مصيرها غير معروف رسميا. السجلات البريطانية تشير إلى أن يو-66 قد ضربت لغم بحري أو اغرقتها المدمرات، وهذا ما لا تؤكده السجلات الألمانية.

### أس أم يو-67
وضعت يو-67 في 1 نوفمبر 1913 (ساحة رقم 204) من قبل فريدريش كروب في كييل وأطلقت في 15 مايو 1915. تم تكليفها في 4 أغسطس 1915 تحت قيادة كورفيتنكابيتان فون روزنبرغ-جروسكيسكي. أغرقت الغوصة يو-67 ما مجموعه 18 سفينة (39,937 طن) واصابت ثلاثة 14,766 (14,766 طن). وقد استسلمت الغواصة إلى المملكة المتحدة في 20 نوفمبر 1918 وتفككت في فيرهام في عام 1921. 

### أس أم يو-68
وضعت الغواصة يو-68 في 31 ديسمبر 1913 (الفناء رقم 205) من قبل فريدريش كروب في كيل وبدأت في 1 يونيو 1915. تم تكليفها في 17 أغسطس 1915 تحت قيادة Kapitänleutnant Ludwig Güntzel. واجهت بعد ستة أيام من خروجها في أول دورية لها في الحرب سفينة-كيو بريطانية أتش أم أس Farnborough رقم خمسة) قبالة Dingle وأغرقت الغواصة بكل طاقمها. لم تغرق الغواصة أي سفن خلال فترة خدمتها القصيرة.

### أس ام يو-69
وضعت يو-69 في 7 فبراير 1914 (ساحة رقم 206) من قبل فريدريش كروب في كييل وأطلقت في 24 يونيو 1915. تم تكليفها في 4 سبتمبر 1915 تحت قيادة Kapitänleutnant Ernst Wilhelms. أغرقت الغواصة في فترة خدمتها حوالي 31 سفينة مع إجمالي حمولة 102,875 طن، وكانت أكبر السفن المغرقة خي الطراد التجاري المسلح أفنجر بحمولة 13441 طن. آخر مرة شوهدت الغواصة كانت في في 11 يوليو 1917 عندما حددت موقعها قبالة سواحل النرويج. مصيرها غير معروف رسميًا، على الرغم من أن التقارير البريطانية ترجع الفضل في غرقها إلى المدمرة أتش أم أس Patriot. التواريخ في السجلات الألمانية لا تدعم هذه الإدعاءات.

### أس أم يو-70
وضعت الغواصة يو-70 في 11 فبراير 1914 (ساحة رقم 207) من قبل فريدريش كروب في كييل وأطلقت في 20 يوليو 1915. وكلفت في 22 سبتمبر 1915 تحت قيادة Kapitänleutnant أوتو ونش. خلال الحرب أغرقت الغواصة سفينة حربية بريطانية واحدة وه Rhododendron و53 سفينة مدنية بلغ مجموع حمولتها 137,775 طن. من بين السفن المدنية كانت Southland بحمولة 11,899 طن وهي واحدة من أكبر السفن التي اصطدمت بغواصات يو خلال الحرب. أصابت الغواصة يو-70 أيضا أربع سفن بحمولة 20,369 طن. وقد استسلمت يو-70 للبريطانيين في 20 نوفمبر 1918 وتفككت في Bo'ness في 1919-1920. 